# Giovanni Guidiccioni
Giovanni Guidiccioni (ur. 1500 w Lukce, zm. 1541 w Maceracie) – włoski duchowny katolicki i poeta.

## Życiorys
Urodził się w roku 1500 w Lukce. Jego rodzicami byli Alessandro di Giovanni i Lucrezia, córka lekarza Antoniego Nocchiego. Wybrał karierę duchownego. Studiował w Bolonii, Pizie i Padwie. W roku 1534 został wyświęcony na księdza. Papież Paweł III mianował go najpierw gubernatorem Rzymu, a potem biskupem Fossombrone, jak również nuncjuszem apostolskim na dworze cesarza Karola V.
Był człowiekiem opanowanym i odważnym. Napadnięty przez zamachowca, w obliczu śmierci zachował zimną krew, co do tego stopnia zaskoczyło napastnika, że rzucił broń i zaczął błagać biskupa o przebaczenie.
Jego sekretarzem był poeta Annibale Caro, znany jako tłumacz Eneidy Wergiliusza na język włoski.

## Twórczość
W historii zapisał się jako prozaik i poeta. Jego największym osiągnięciem poetyckim są sonety opisujące sytuację we Włoszech po inwazji wojsk cesarskich i Złupieniu Rzymu. Poeta prowadził wymianę wierszy z Vittorią Colonną Najbardziej znane utwory Guidiccioniego to Degna nutrice delle chiare genti i Il non più udito e gran pubblico danno. Pierwszy z wymienionych rymuje się „ABBA ABBA CDE CED”, drugi „ABBA ABBA CDE CDE”.